# 천상병
천상병(千祥炳, 1930년 1월 29일 ~ 1993년 4월 28일)은 대한민국의 시인, 문학평론가이다. 호는 심온(深溫), 본관은 영양(潁陽)이다. 일본 효고현(兵庫縣) 히메지(姬路)에서 출생하였으며 지난날 한때 일본 효고 현 고베에서 잠시 유아기를 보낸 적이 있는 그의 원적지는 대한민국 경상남도 마산이다. 종교는 천주교이며, 소풍 온 속세를 떠나 하늘 고향으로 돌아간다는 내용을 담은 시 《귀천(歸天)》으로 유명하다. 1967년 불행히도 동백림 사건에 연루되어 심한 옥고와 고문을 겪었으며, 1993년 지병인 간경화로 인해 타계하였다.

## 생애
일본 효고현 히메지에서 한국인 부모에게서 출생했으며, 8.15 광복 후 부모를 따라 귀국하였다. 1949년 마산중학교 5학년 때, 《죽순(竹筍)》 11집에 시 《공상(空想)》 외 1편을 발표했으며, 여러 문예지에 시와 평론 등을 발표했다. 1951년 서울대학교 상과대학 경제학과에 입학해 다니다가 중퇴했으며, 중앙정보부에 의해 과장된 사건으로 판명된 소위 '동백림 사건'(1967년)에 연루되어 6개월간 옥고를 치렀다. 친구 강빈구에게 막걸리값으로 5백원,1천원씩 받아 썼던 돈은 공작금으로 과장되었으며, 천상병 시인 자신도 전기고문으로 몸과 정신이 멍들었다. 그때의 처참한 수난을 천시인은 이렇게 말한다.
"이젠 몇 년이었는가/아이론 밑 와이셔츠같이/(고문)당한 그날은...//이젠 몇 년이었는가/무서운 집 뒷창가에 여름 곤충 한 마리/땀 흘리는 나에게 악수를 청한 그날은.../네 사과 뼈는 알고 있다./진실과 고통/그 어느 쪽이 강자인가를..."
이후 천시인은 여러 일화들을 남기는데, 1970년에는 무연고자로 오해받아 서울시립정신병원에 수용되는 일도 있었다. 당시 지인들은 갑자기 사라진 천시인이 죽었다고 생각, 유고시집 《새》를 발표하였다.
당시 시집내용의 일부는 다음과 같다.
"외롭게 살다 외롭게 죽을/내 영혼의 빈터에/새날이 와 새가 울고 꽃잎 필 때는,/내가 죽는 날/그 다음날.//산다는 것과/아름다운 것과/사랑한다는 것과의노래가/한창인 때에/나는 도랑과 나뭇가지에 앉은/한 마리 새.//살아서/좋은 일도 있었다고/나쁜 일도 있었다고/그렇게 우는 한 마리 새"(새)
1972년 친구의 여동생인 목순옥 여사와 결혼한 천상병 시인은 1979년 시집 《주막에서》를 민음사에서 펴냈고, 《천상병은 천상 시인이다》(1984년), 《저승가는 데도 여비가 든다면》(1987년), 시집 《요놈! 요놈! 요 이쁜 놈!》(1991년), 동화집 《나는 할아버지다. 요놈들아》"(1993년)도 발표하였다. 천시인은 하느님에 대한 소박하고 순수한 기독교적 신앙을 보여주는 작품활동도 하였다.
"하느님은 어찌 생겼을까?/대우주의 정기(精氣)가 모여서/되신 분이 아니실까싶다.//대우주는 넓다./너무나 크다.//그 큰 우주의 정기가 결합하여/우리 하느님이/되신 것이 아니옵니까?"(하느님은 어찌 생겼을까)
천상병은 개종을 하지는 않았다. 천주교 명동성당을 다니다가 81년부터 개신교(장로교) 연동교회로 나갔다.
"나는 지금까지 약 30년동안은/명동 천주성당에 다녔는데/ 그러니까 어엿한 천주교신도인데도/81년부터는/기독교 연동교회로 나갑니다./주임목사 김형태 목사님도/대단히 훌륭하신 목사님으로/ 그리고 기독교방송에서/그동안 두번 설교를 하셔서/나는 드디어 그분의 연동교회엘/나갈 것을 결심하고 나갑니다./교회당 구조도 아주 교회당답고/조용하고 아늑하여 기뻐집니다./아내는 미리 연동교회였으나/그동안 가톨릭에 구애되어 나 혼자/명동 천주성당에 나갔었으나/그런데 81년부터는 다릅니다./한번밖에 안 나갔어도 그렇게 좋으니/이제는 연동교회에만 나가겠습니다./물론 개종은 않고 말입니다./배신자라는 말 듣기는 아주 싫습니다."(연동교회)
1993년 4월 28일 지병인 간경화증으로 의정부시 장암동 자택에서 타계했고, 의정부 공원묘지에 안장되었다. 이후 유고시집 《나 하늘로 돌아가네》, 《천상병 전집》이 발표되었다. 2007년 5월 1일에는 제 4회 천상병 예술제가 천상병이 죽을 때까지 10여 년 간 거주한 의정부시에서 열리기도 했다.

## 작품 목록
- <덕수궁의 오후>
- <어둔 밤에>
- 《새》
- <장마>
- <간 봄>
- <귀천>
- 《주막에서》
- 《저승 가는데도 여비가 든다면》

## 드라마화
- 1994년 KBS 1TV 인간극장에서 천상병 시인의 삶을 다룬 <귀천>이 성탄절 특집 2부작으로 방영됐는데 연극배우 출신 故 정진이 드라마의 주인공이었던 천상병, 故 김자옥이 천 시인의 아내이면서 극의 화자인 목순옥 역을 맡았다.[3]
- 2004년에 방송된 KBS 1TV 이것이 인생이다의 재연극에 강태기 역을 맡은 주인공이다.

## 학력
- 일본 효고현 고베 중학교 수료
- 경상남도 마산고등보통학교 졸업
- 서울대학교 상과대학 경제학과 중퇴

## 가족 관계
- 배우자 : 목순옥(1935년 ~ 2010년 8월 26일)[4]

## 같이 보기
- 동백림 사건
- 윤이상

## 참고 문헌
- 권영민 (2004년 2월 25일). 《한국현대문학대사전》. 서울: 서울대학교출판부. ISBN 89-521-0461-7.